# إستيل آنا لويس
إستيل آنا لويس (بالإنجليزية: Estelle Anna Lewis)‏ هي كاتِبة وشاعرة أمريكية، ولدت في أبريل 1824، وتوفيت في 24 نوفمبر 1880.